# Cosmarium pseudoholmii
Cosmarium pseudoholmii  là một loài Song tinh tảo trong họ Desmidiaceae, thuộc chi Cosmarium.